# America's Cup 2000
America's Cup 2000 avgjordes på Haurakibukten utanför Auckland i Nya Zeeland. Försvarare av pokalen var 1995 års segrare Team New Zealand. Tävlingen seglades med IACC-båtarna.
Team New Zealand lyckas försvara pokalen med 5-0 mot Prada Challenge i denna upplaga av tävlingen och arrangerar nästa upplaga 2003.

## Deltagare

### Försvarare
- Team New Zealand (Royal New Zealand Yacht Squadron, Nya Zeeland)

### Utmanare
- Abracadbra (Waikiki Yacht Club, USA)
- America One (St. Francis Yacht Club, USA)
- America True (San Francisco Yacht Club, USA)
- Desafio Español (Monte Real Club de Yates de Bayona och Real Club Nautico de Valencia, Spanien)
- Fast 2000 (Club Nautique de Morges, Schweiz)
- Le Defi (Union Nationale pour la Course au Large, Frankrike)
- Nippon Challenge (Nippon Yacht Club, Japan)
- Prada Challenge (Punta Ala Yacht Club, Italien)
- Stars & Stripes (Cortez Racing Association, USA)
- Young America (New York Yacht Club, USA)
- Young Australia (Crusing Yacht Club, Australien)

### Nedlagda projekt
- Esprit Sud (Yacht Club de Cannes, Frankrike)
- Age of Russia (St. Petersburg Yacht Club, Ryssland)
- Spirit of Britain (Royal Dorset Yacht Club, Storbritannien)
- Spirit of HK (Aberdeen Yacht Club, Hongkong)
- Team Caribbean (St.Thomas Yacht Club, USA)
- One Australia (Southern Cross Yacht Club, Australien
- URSA Major, Sydney NSYC, Kanada)